# Polska na Halowych Mistrzostwach Europy w Lekkoatletyce 2007

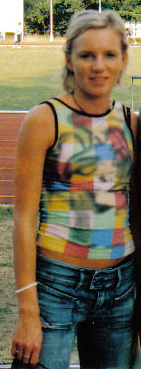
Lidia Chojecka zdobyła dwa złote medale

Polska na Halowych Mistrzostwach Europy w Lekkoatletyce 2007 – reprezentacja Polski podczas zawodów liczyła 31 zawodników, którzy zdobyli pięć medali w tym dwa złota.

## Wyniki reprezentantów Polski

### Mężczyźni
- bieg na 60 m
  - Łukasz Chyła odpadł w eliminacjach
- sztafeta 4 x 400 m
  - Piotr Kędzia, Marcin Marciniszyn, Łukasz Pryga i Piotr Klimczak zajęli 3. miejsce
- skok wzwyż
  - Aleksander Waleriańczyk zajął 5.-6. miejsce
  - Grzegorz Sposób odpadł w kwalifikacjach
- skok o tyczce
  - Przemysław Czerwiński odpadł w kwalifikacjach
  - Adam Kolasa odpadł w kwalifikacjach
- skok w dal
  - Marcin Starzak zajął 6. miejsce
- trójskok
  - Paweł Kruhlik odpadł w kwalifikacjach
- pchnięcie kulą
  - Jakub Giża odpadł w kwalifikacjach

### Kobiety
- bieg na 60 m
  - Daria Onyśko zajęła 3. miejsce
  - Dorota Dydo odpadła w eliminacjach
- bieg na 400 m
  - Grażyna Prokopek zajęła 6. miejsce
  - Zuzanna Radecka odpadła w półfinale
  - Agnieszka Karpiesiuk odpadła w eliminacjach
- bieg na 800 m
  - Aneta Lemiesz odpadła w półfinale
  - Ewelina Sętowska odpadła w eliminacjach
- bieg na 1500 m
  - Lidia Chojecka zajęła 1. miejsce
- bieg na 3000 m
  - Lidia Chojecka zajęła 1. miejsce
- bieg na 60 m przez płotki
  - Aurelia Trywiańska zajęła 7. miejsce
- sztafeta 4 x 400 m
  - Zuzanna Radecka, Aneta Lemiesz, Agnieszka Karpiesiuk i Grażyna Prokopek zajęły 4. miejsce
- skok o tyczce
  - Anna Rogowska zajęła 3. miejsce
  - Róża Kasprzak zajęła 6.-8. miejsce
  - Joanna Piwowarska odpadła w kwalifikacjach
- skok w dal
  - Małgorzata Trybańska odpadła w kwalifikacjach
- pchnięcie kulą
  - Magdalena Sobieszek odpadła w kwalifikacjach
- pięciobój
  - Karolina Tymińska zajęła 7. miejsce